# Gugyeol
Gugyeol es el nombre de un sistema ideado para reproducir los textos escritos en chino clásico en coreano. Fue utilizado principalmente durante la dinastía Joseon, cuando las lecturas de las obras clásicas chinas otorgaban gran importancia social. Distinto a los sistemas idu y hyangchal que lo precedieron, el gugyeol utilizó modelos especiales, junto con un subconjunto de caracteres chinos, para representar los caracteres coreanos. También, el idu y elhyangchal parecen haber sido utilizados sobre todo para representar la lengua coreana en hanja; el gugyeol intentó interpretar los textos chinos en coreano con un mínimo de distorsión. Así, en gugyeol, el texto clásico original no era modificado, los rótulos adicionales eran insertados simplemente entre las frases.
Hay registros del uso de este sistema que datan del siglo XIV. Se utilizó para la interpretación/traducción de los textos chinos de Budismo y Confucianismo (BUZO, 1983, p. 131). Era un método de lectura de los escritos confucianos, mediante la inserción de sufijos coreanos (PAK, 1983, pp. 63 – 64). En una evolución posterior del Idu, las series de símbolos usados comúnmente para señalar simples elementos gramaticales, fueron abreviados y agrupados juntos como un carácter (PIHL Jr., 1983b, p. 114). Continuó su uso después de la creación del Hunmin-jŏngŭm.